# Сан Бенедето (Латина)
Сан Бенедето је насеље у Италији у округу Латина, региону Лацио.
Према процени из 2011. у насељу је живело 313 становника. Насеље се налази на надморској висини од 9 м.